# Васил Марелов
Васил Иванов Марелов е български общественик, деец на Македонската емиграция в България.

## Биография
Васил Марелов е роден в южномакедонското село Емборе, тогава в Османската империя. 
Преселва се в свободна България. Участва в обединителния конгрес на Македонската федеративна организация и Съюза на македонските емигрантски организации от януари 1923 година.
През 1936 година влиза в ръководството на Кайлярското благотворително братство, а през 1938 година е председател на контролната комисия.
В 1941 година завършва право в Софийския университет.